# دابسون (آریزونا)
دابسون (به انگلیسی: Dobson) یک منطقهٔ مسکونی در ایالات متحده آمریکا است که در آریزونا واقع شده‌است. دابسون ۵۸۳ متر بالاتر از سطح دریا واقع شده‌است.